# Syeda Anwara Taimur
Syeda Anwara Taimur, née le 24 novembre 1936 en Assam (Inde britannique) et morte le 28 septembre 2020 en Australie, est une femme politique indienne, ministre en chef de l'État d'Assam du 6 décembre 1980 au 30 juin 1981. 
Elle est la première femme musulmane ministre en chef d'un État indien.

## Biographie
Anwara Taimur est ministre en chef de l'État d'Assam du 6 décembre 1980 au 30 juin 1981. Ceci en fait la première femme musulmane ministre en chef d'un État indien. Au cours de son mandat, elle représente le Congrès national indien.
En 1988, elle intègre le Rajya Sabha, la chambre haute du parlement indien.
En 2011, elle quitte le parlement indien pour rejoindre le parti All India United Democratic Front (en).
Elle déménage ensuite en Australie.